# Tour du Doubs
Il Tour du Doubs è una corsa in linea maschile di ciclismo su strada, che si svolge nel dipartimento di Doubs, in Francia, ogni anno in settembre. Dall'anno 2005 fa parte del circuito continentale UCI Europe Tour come evento di classe 1.1 e dal 2010 è inserita anche nel calendario della Coppa di Francia.

## Albo d'oro
Aggiornato all'edizione 2025.
| Anno    | Vincitore           | Secondo             | Terzo                    |
| ------- | ------------------- | ------------------- | ------------------------ |
| 1934    | René Debenne        | Louis Vincent       | Maurits Oplinus          |
| 1935    | Louis Thiétard      | Manuel García       | Alfredo Malmesi          |
| 1936    | Manuel García       | Alphonse Antoine    | Paul Giguet              |
| 1937    | Guillaume Chavard   | Rafaël Ramos        | Joseph Vuillemin         |
| 1938    | Aldo Bertocco       | Louis Thiétard      | Marius Boeuf             |
| 1939    | Alphonse Antoine    | Paul Rossier        | René Stroebel            |
| 1940-47 | non disputato       | non disputato       | non disputato            |
| 1948    | Jean de Gribaldy    | Adolphe Deledda     | Robert Nicollet          |
| 1949    | Adolphe Deledda     | Georges Ramoulux    | Jean-Baptiste Verpoorten |
| 1950    | Robert Vanderstockt | Jean Bozec          | Hugues Guelpa            |
| 1951    | Pino Cerami         | Pierre Baratin      | Robert Vanderstockt      |
| 1952    | Gilbert Bauvin      | Alexandre Sowa      | Roger Rossinelli         |
| 1953    | Alexandre Sowa      | Jean Tissier        | Louis Gauthier           |
| 1954    | Gaby Faille         | Alexandre Sowa      | Maurice Houillon         |
| 1955-98 | non disputato       | non disputato       | non disputato            |
| 1999    | Jérôme Gannat       | Jérémie Derangère   | Pierre Ackermann         |
| 2000    | Vladimir Miholjević | Dominique Rault     | Pierre Bourquenoud       |
| 2001    | Eddy Lembo          | Bert De Waele       | Pierre Ackermann         |
| 2002    | Frédéric Finot      | Pierre Bourquenoud  | Pierrick Fédrigo         |
| 2003    | Bert De Waele       | Janek Tombak        | Frédéric Bessy           |
| 2004    | Matthieu Sprick     | Hayden Roulston     | Bert De Waele            |
| 2005    | Philip Deignan      | Yann Pivois         | Mark Scanlon             |
| 2006    | Yoann Le Boulanger  | Mickaël Buffaz      | Frédéric Finot           |
| 2007    | Vincent Jérôme      | Pierre Rolland      | Sébastien Duret          |
| 2008    | Anthony Geslin      | Christophe Kern     | Vincent Jérôme           |
| 2009    | Yann Huguet         | Julien Mazet        | Guillaume Levarlet       |
| 2010    | Jérôme Coppel       | Jonathan Hivert     | Leonardo Duque           |
| 2011    | Arthur Vichot       | Romain Hardy        | Julien Bérard            |
| 2012    | Jérôme Coppel       | Sylvain Georges     | Jean-Marc Bideau         |
| 2013    | Aleksejs Saramotins | Thomas Voeckler     | Vegard Stake Laengen     |
| 2014    | Rein Taaramäe       | Angélo Tulik        | Pierre-Luc Périchon      |
| 2015    | Eduardo Sepúlveda   | Julien Loubet       | Rudy Molard              |
| 2016    | Samuel Dumoulin     | Baptiste Planckaert | Thibault Ferasse         |
| 2017    | Romain Hardy        | Flavien Dassonville | Quentin Jauregui         |
| 2018    | Julien Simon        | Ignatas Konovalovas | Rein Taaramäe            |
| 2019    | Stefan Küng         | Franck Bonnamour    | Guillaume Martin         |
| 2020    | Loïc Vliegen        | Biniam Girmay       | Aurélien Paret-Peintre   |
| 2021    | Dorian Godon        | Biniam Girmay       | Tom Paquot               |
| 2022    | Valentin Madouas    | Mathieu Burgaudeau  | Matis Louvel             |
| 2023    | Jesús Herrada       | Thibaut Pinot       | Nans Peters              |
| 2024    | Lenny Martinez      | Clément Berthet     | José Manuel Díaz         |
| 2025    | Mattéo Vercher      | Adrien Maire        | Iván Cobo                |